# República de l'Iraq (1958-1968)
La República de l'Iraq (àrab: الجمهورية العراقية, al-Jumhūriyya al-ʿIrāqiyya) va ser una junta militar que va governar a l'Iraq des del 1958 fins al 1968 després de la presa del poder pels "oficials lliures" per un cop d'estat en contra de la monarquia iraquiana, posant fi a la federació entre l'Iraq i Jordània. Aquest període polític acabarà a la presa del poder pel Partit Baas el 1968.

## Gènesi de la República
Després de la fi del Mandat Britànic de Mesopotàmia, el Regne de l'Iraq i Jordània es converteixen en entitats independents el 1932. Durant i després de la Segona Guerra Mundial, l'Iraq, aliat del Tercer Reich, està ocupada pels britànics després de la invasió del país el 1941, que va veure l'enderrocament de la monarquia de Rashid Ali al-Gilani.
El 1947, els iraquians comencen a negociar la retirada de les tropes britàniques: el Tractat de Portsmouth 15 gener 1948 estipula la creació d'una comissió mixta de defensa conjunta britànica i iraquià des del supervisar els afers iraquians. El context internacional, el que correspon a la descolonització de les potències occidentals, afavoreix el sorgiment d'un moviment nacionalista panarabista. El regne de l'Iraq, dominada per la burgesia, és vist per la majoria de la població a un estat vassall dels interessos occidentals i britànics. La pobresa i l'augment de la inflació de manera espectacular. El primer ministre iraquià, Nuri al-Said i el regent Abd al-Ilah seguir competint en la política econòmica a seguir.

## La revolució del 14 juliol 1958
El 14 de juliol de 1958, el moviment dels "Oficials Lliures", dirigit per Abd al-Karim Qasim i Abd al-Salam Aref i Najib al-Rubai, inspirat en el cop d'Estat a Egipte Gamal Abdel Nasser, va enderrocar a la monarquia iraquiana i establir una junta militar, posant fi a la dinastia haiximita. La família reial va ser assassinada al palau, i el primer ministre iraquià, Nuri tracta d'escapar però es va disparar.

## La declaració de la república
El nou estat aviat a ser interromput per un conflicte entre els partidaris de Nasser (entre ells el general Qasim) i el Partit Baas. El 1959, intenta un cop d'estat en què participa Saddam Hussein. La Federació àrab de l'Iraq i Jordània va denunciar l'Iraq s'acosta a la República Àrab Unida. Al març de 1959, l'Iraq es va retirar del Pacte de Bagdad.
El setembre del 1961, Mustafa Barzani al llançar una rebel·lió al nord de l'Iraq amb el lema "autonomia per al Kurdistan, la democràcia per a l'Iraq." El 9 de febrer de 1963, Abdul Karim Qasim va ser assassinat durant un cop de nou Estat. El Partit Baas va prendre el poder. 18 de novembre de Abdulasalam Arif va prendre el poder mitjançant la repressió d'un aixecament Baas nous. Saddam Hussein va ser empresonat fins a la seva fugida el 1966.

## La fi de la República i obtenció del poder per part del Partit Baas
El 17 de juliol de 1968, el general baasista Ahmad Hassan al-Bakr va organitzar un cop d'estat, on va envoltar el palau presidencial i la presa del poder el 30 de juliol. Abdul Rahman Aref, aleshores president de la república i Tahir Yahya, el seu primer ministre, s'inverteixen. Els kurds estaven associades amb el poder. A partir de llavors, Saddam Hussein va ser el número dos del règim i var organitzar milícies baasistes on van suprimir l'oposició nasserista i els comunistes.
La república de l'Iraq fou proclamada el 14 de juliol de 1958 després del cop d'estat que va posar fi a la monarquia, dirigit pel coronel Abdul Karim Kassem, que va agafar el poder com a primer ministre. La capçalera de l'estat fou conedida a un Consell sobirà de les tres comunitats de l'estat presidit per Muhammad Najib al-Rubai, sense poder real.
El govern de Kassem era nacionalista, però després de la matança de la família reial, no va cometre excessos. Les penes imposades a un centenar de polítics detinguts foren de curts períodes de presó i en cap cas la pena de mort. Es van reorganitzar les servis civils i es van fer reformes socials i es va produir un acostament a Egipte i a la Unió Soviètica. El coronel Aref, el lloctinent de Kassem, nomenat viceprimer ministre, va intentar un acostament pel seu compte a Egipte i fou destituït.
El distanciament de Kassem de comunistes i nasseristes li feia perdre suport. Es van signar tractats amb la Unió Soviètica i Xina, i hi va haver un distanciament d'Egipte després de la destitució d'Aref. La condemna del coronel Aref, acusat de conspirar per matar a Kassem, el 7 de febrer de 1959 va provocar la sortida de diversos membres del govern i dimissions al parlament; el tribunal estava presidit per Mahdawi, cosí de Kassem i procomunista. Tot i la pena de mort dictada Kassem la va commutar (després Aref va executar a Kassem).
El 7 de març es va produir un cop d'estat que va esclatar a Mossul dirigit pel coronel Chawaf i altres oficials. L'aviació lleial va bombardejar als rebels i Chawaf va morir i els oficials rebels foren executats. El 24 de març de 1959 Iraq es va retirar del Pacte de Bagdad, entitat que fou substituïda per l'Organització del Tractat Central o CENTO (Turquia, Pakistan, Iran i Gran Bretanya). Els darrers soldats britànics a Iraq, amb base a Habbanya, van sortir cap a Xipre el maig. El juliol es van produir xocs entre comunistes i anticomunistes que foren reprimits per l'exèrcit. El 7 d'octubre Kassem fou víctima d'un atemptat (finançat pels estats i en el que va participar un jove baasista de nom Saddam Hussein, que havia ingressat al partit Baath el 1957) del que va sortir amb ferides lleus (el seu vehicle fou tirotejat).
El 6 de gener de 1960 (dia de l'exèrcit) conforme a la promesa de Kassem els partits polítics, que fins aleshores estaven tolerats, foren legalitzats. El partit Baath, el Partit Islàmic, i el Partit Independent (dretà) no foren autoritzats, però si els kurds, comunistes (dos), socialistes i el partit Nacional Demòcrata. El setembre el jutge Mahdawi va dictar diverses penes de mort contra els conspiradors de Mossul de març de 1959, però Kassem les va commutar per penes de presó. El mateix mes es va fundar a Bagdad la OPEC (sigles angleses de l'Organització de Països Exportadors de Petroli OPEP).
El 1961 la situació es va estabilitzar i van millorar les relacions amb Jordània i altres països però les reclamacions sobre Kuwait van enterbolir els contactes amb la Gran Bretanya que va enviar soldats a la zona. A primers de 1962 van començar xocs amb els peshmergues (milicians) kurds al nord del país. El 13 de maig Kassem va anunciar la creació d'una comissió per redactar una constitució. En aquests anys es va formar la Companyia Nacional Iraquiana de Petroli amb ajut soviètic. A l'estiu els peshmergues kurds havien agafat el control de les províncies de majoria kurda al nord-est del país, i l'aviació iraquiana va començar a bombardejar les ciutats kurdes, però els rebels van respondre amb armament soviètic. El 29 de desembre va córrer la notícia de la mort del cap rebel Mullah Mustafà Barzani, que havia estat refugiat a la Unió Soviètica del 1947 al 1958, i que ara demanava suport als americans per la independència, notícia que va resultar ser falsa.
El 8 de febrer de 1963 un cop d'estat va enderrocar a Kassem (que fou executat el dia 9). El va dirigir el general a la reserva Ahmad Hasan al-Bakr del partit Baath; els colpistes van bombardejar el palau presidencial amb avions i van anunciar per la ràdio que Kassem havia mort, però aquest havia passat la nit a casa de la seva mare i va sortir al carrer per deixar-se veure. Llavors els colpistes van enviar els tancs del III Exèrcit, Kassem fou cercat i a la nit capturat. Nombrosos militars fidels a Kassem i diversos polítics comunistes foren executats tanmateix. Va assolir el poder un Consell Nacional Revolucionari presidit pel nasserista Abdul Salam Aref (o Arif) amb Ahmad Hasan al-Bakr com a cap de govern. Ali Salah Saadi, secretari general del Baath va ser nomenat viceprimer ministre i ministre de l'Interior i altres baasistes van ocupar alts càrrecs al govern. Saadi era socialista i partidari de reformes socials radicals mentre al-Bakr representava el corrent nacionalista moderat partidari d'un acostament a Nasser. Saadi va organitzar unes milícies amb el nom de Guàrdia Nacional que van servir de policia política i van tenir fins a 20000 membres. La repressió fou virulenta i sagnant contra els kassemistes i els comunistes i tots els caps militars considerats propers al comunisme, foren executats, fins i tot els de la reserva; també fou executat Hasan Radawi, secretari general del Partit Comunista Iraquià i dos membres del Comitè Central. Es van iniciar converses amb els kurds revoltats que exigien un territori autònom, però el 10 de juny de 1963 les operacions militars es van reprendre (dos ministres kurds i dos àrabs van dimitir en protesta).
Els elements moderats van iniciar un contracop el dia 11 de novembre; els militars van detenir a Saadi i junt amb tres ministres fidels el van enviar a l'exili a Madrid. El dia 13 de novembre de 1963 el coronel d'aviació Wandawi, amic de Saadi, va dirigir un cop d'estat amb un atac aeri contra el Ministeri de Defensa i el palau presidencial i la Guàrdia Nacional i l'exèrcit es van enfrontar al carrer. Finalment a la nit el general al-Bakr va anunciar que la disputa entre els dos sectors del patit havia estat traslladada a Consell Internacional del Partit; els membres d'aquest Consell, entre els quals el fundador, el sirià Michel Aflak i el cap de govern de Síria, Hafez, van arribar a Bagdad per fer de mediadors i l'endamà un grup de moderats entre els quals set ministres, foren enviats desterrats a Beirut i es va demanar a Saadi que es mantingués a l'exili. Llavors Aref, que no era baasista sinó nasserista va decidir aprofitar la impopularitat que els esdeveniments havien comportat pel Baath i va donar un cop d'estat; el seu germà el general Rahman Aref, cap de la V Divisió va ocupar els llocs estratègics de Bagdad el 18 de novembre de 1963 i va anunciar per ràdio la formació d'un nou Consell Revolucionari format pel president, el comandant en cap, el cap d'estat Major, i els comandants de les cinc divisions de l'exèrcit. Les milícies baasistes foren desarmades i encara que van oferir resistència (van morir uns 500 membres) finalment van quedar suprimides. El general Tahir Yahya, cap de l'estat major, fou nomenat cap de govern (20 de novembre) i va formar un gabinet pronasserista en el que hi havia alguns membres moderats del Baath. Al-Bakr fou nomenat pel càrrec honorífic de vicepresident de la república. Els combats amb els kurds es van aturar.
El 10 de febrer de 1964 es va declarar oficialment l'alto el foc al Kurdistan i el president Aref va reconèixer els drets nacionals del kurds, però en les converses que van seguir no es va arribar a una solució per l'establiment de l'autonomia. El 14 de juliol de 1964 es va nacionalitzar la banca, les assegurances i 32 empreses industrials. El mateix mes es va formar la Unió Socialista Àrab de l'Iraq, amb estatuts similars al mateix grup d'Egipte, que fou establert com a únic partit legal. L'agost el general Abdul Rahman Aref es va entrevistar amb Mustafà Barzani i el 10 de novembre els kurds van anunciar la creació del parlament nacional de 43 diputats i el nomenament de Barzani com a cap d'un govern d'11 ministres. El 22 de desembre Radio Bagdad va exhortar als kurds a treballar amb el govern iraquià. En tot aquest any va seguir la repressió contra els comunistes (una mica atenuada) i contra els baasistes (que van ser depurats de l'exèrcit). El setembre es va jutjar a 91 persones detingudes el juliol acusades de preparar un cop d'estat qualificat de "reaccionari". El 14 de novembre es va reorganitzar el govern per treballar cap a la constitucionalitat, la solució del problema kurd, i el compliment dels acords d'unificació amb la RAU.
El juliol de 1965 van dimitir sis ministres nasseristes que acusaven al president de dilatar la unió amb la RAU; el 2 de setembre va dimitir el primer ministre Yahya i el 6 de setembre el president va nomenar al seu lloc al general Aref Abdul Razzak, cap de l'aviació i destacat nasserista. El 15 de setembre de 1965 quan el president Aref era a Casablanca (Marroc) a la cimera de la Lliga Àrab, Razzak va intentar agafar el poder i proclamar la immediata unió a la RAU, però les forces lleials dirigides pel general Abdul Rahman Aref, germà del president, van dominar la situació i el dia 21 de setembre un civil, Abdul Rahman al-Bazzaz, fou nomenat primer ministre i va formar govern el dia 24 de setembre. El govern va continuar la política de nacionalitzacions fins al novembre quan es va canviar l'orientació. Durant tot l'any els combats al Kurdistan van continuar i els kurds acusaven al govern de no respectar l'acord per una autonomia i el govern assenyalava que Barzani volia la independència. Una descentralització oferta pel govern el desembre fou rebutjada per Barzani; els combats, a la zona e la frontera de l'Iran, es van allargar fins al gener de 1966.
El 13 d'abril de 1966 Aref va morir en un accident d'helicòpter prop de Bàssora. Tres dies després (dia 16 d'abril) el va succeir el seu germà Abdul Rahman Aref, cap de l'estat major que va retornar de la Unió Soviètica on estava negociant la compra d'armes. El primer ministre al-Bazzzaz (que per tres dies havia estat president interí) va declarar el toc de queda a la capital. Barzani va declarar (abril) un mes de treva a l'espera de veure que passava però el 4 de maig l'exèrcit iraquià va reprendre l'ofensiva, però tot i els combats avançat el mes de maig es van obrir negociacions. Poc després l'ex primer ministre Razzak va retornar en secret del Caire i el 20 de juny va intentar un cop d'estat que fou sufocat en quatre hores per les forces lleials. Al-Bazzaz va intentar ampliar la base del seu govern i el 29 de juny va anunciar un pla de pau amb els kurds que fou acceptat per Barzani: amnistia general, autonomia cultural, i descentralització i desenvolupament econòmic del nord, on els funcionaris serien d'ètnia kurda. El 26 de juliol fou dictada l'amnistia; però al-Bazzaz no va aconseguir ampliar la base del gabinet i va dimitir el 6 d'agost; el va succeir el general retirat Naji Talib (9 d'agost) que va aconseguir l'entrada de dos kurds al govern. Barzani, desconfiat va conservar les seves posicions a la muntanya.
El 28 de gener de 1967 es va publicar la llei electoral (vot únicament pels homes) per les eleccions previstes per aquest any que havien de donar pas a un govern constitucional; però el 5 de maig les eleccions foren posposades sine die; els mandats del president i primer ministre ja havien estat prorrogats indefinidament poc abans (3 d'abril) en previsió d'aquesta situació. Potser per desviar l'atenció, en aquest temps (abril) hi va haver alguns incidents fronterers amb Kuwait, per les reclamacions iraquianes sobre un territori al nord del país i les illes de Bubiyan i Warwa. Najib Talib va dimitir el 6 de maig en desacord i al no poder posar d'acord les diverses faccions; i el dia 10 de maig el president va agafar la direcció del govern i va formar un govern de 25 membres, però va dimitir el 10 de juliol per donar pas al general Taher Yahya, que va formar un govern sense cap de les principals corrents polítiques. Durant la guerra dels sis dies l'aviació iraquiana va bombardejar Netanya a Israel, i el president va declarar que el país estava en guerra amb l'estat d'Israel. El dia 6 de juny va trencar relacions diplomàtiques amb Gran Bretanya i Estats Units i va demanar un boicot econòmic als qui donaven suport a Israel. Un boicot unilateral de petroli contra Gran Bretanya i Estats Units es va iniciar tot seguit i va durar fins a finals d'any.
El 1968 van circular rumors de corrupció del primer ministre. El 16 d'abril de 1968 un grup d'oficials va exigir al president Aref la convocatòria de les eleccions per l'assemblea constituent i la formació d'un govern de coalició amplia (amb sortida del primer Ministre Yahya). Aref va fer algunes concessions però no va substituir a Yahya. La nit del 17 al 18 de juliol es va produir un cop d'estat i el primer ministre fou detingut i Aref enderrocat. El cop estava dirigit per militars de la tendència moderada del Baath dirigits pel general Ahmad Hasan al-Bakr, antic primer ministre i vicepresident de la república, i amb participació de Saddam Hussein, un dirigent baasista que havia estat empresonat el 1964 però havia fugit el 1967 i havia assolit posicions destacades al Baath. Aref va sortir cap a Londres i es va establir un Consell de la Revolució i el general Abdul Razzak al-Hayef al-Naif fou nomenat primer ministre interí, i al-Bakr, president, el qual l'endemà va ratificar el projecte socialista i nacionalista del nou govern. Les divergències en el si de l'exèrcit van provocar ràpidament una crisi i el primer ministre va ser destituït el dia 30 de juliol (va marxar a l'exili) i els joves oficials apartats del poder en favor dels vells baasistes. Al-Bakr va assumir el càrrec de primer ministre i de ministre de Defensa. El 21 de setembre de 1968 es va promulgar una constitució provisional que reconeixia l'estat com islàmic i socialista; la funció legislativa la tenia el Consell de Comandament del Consell de la Revolució. El 15 d'octubre els dos ministres kurds foren apartats del govern agreujant el problema kurd.